# Empis kovalevi
Empis kovalevi är en tvåvingeart som beskrevs av Igor Shamshev 1998. Empis kovalevi ingår i släktet Empis och familjen dansflugor. Inga underarter finns listade i Catalogue of Life.